# Altonaer Fußball-Club von 1893
Altonaer Fußball-Club von 1893 é uma agremiação esportiva alemã, fundada a 29 de julho de 1893, e sediada no distrito municipal de Altona, na cidade de Hamburgo. Estão presentes, além do futebol, departamentos de handebol, karatê, tênis de mesa e voleibol.

## História
O clube foi criado como Altonaer Cricketclub por um grupo de estudantes interessados em futebol, apesar deste ainda não ser um esporte ainda difundido. Em 1894, mudou de nome para Altonaer Fußball und Cricket Club, e posteriormente para Altonaer Fußball Club.
No mesmo ano, o Altona passou a fazer parte da Hamburg-Altonaer Fußball-Bundes, o campeonato de futebol da zona de Hamburgo e foi, em 1900, uma das equipes fundadoras da Federação de Futebol da Alemanha, a DFB. Em 1903, hospedou a final do Campeonato Alemão, de 1902-1903, patrocinado pela DFB, o qual foi vencido pelo VfB Leipizg, que bateu o DFC Prag. Por ironia do destino, o time não participou nunca de uma final do campeonato, alcançando como melhor resultado as semifinais, em 1903, além da temporada 1908-1909.
Em 1919, o time se fundiu ao 'Altonaer TS 1880, em uma união que durou até 1922. Durante esse período ficou conhecido como VfL Altona. A partir da separação, o clube atuou como Altonaer FC 1893 VfL até mudar novamente de denominação, em 1938, para Altonaer FC 93 Borussia, a partir da fusão com o Borussia 03 Bahrenfeld. Do fim da Primeira Guerra Mundial até o final da Segunda Guerra Mundial, a agremiação jogou continuamente na máxima divisão do país e, sob o Terceiro Reich, atuou antes na Gauliga Nordmark e depois na Gauliga Hamburg.
Logo após o fim do segundo conflito, o Altona passou a jogar na Stadtliga Hamburg (II), antes de ser promovido à Oberliga Nord. Os melhores resultados neste período foram dois terceiros lugares, em 1954, e, em 1958, além da eliminação na semifinal da Copa da Alemanha, em 1955 e em 1964. Com a formação da Bundesliga em 1963, a equipe foi rebaixada à Regionalliga Norte (II), na qual militou até 1968. Entre 1969 e 1981 atuou entre a terceira e a quarta divisão antes de cair para a Landesliga Hamburg/Hammonia (V). Em 1979, voltou a usar a denominação de Altona FC. Em 1997, jogou uma temporada na Regionalliga, mas os problemas de origem financeira obrigaram a agremiação a cair forçadamente à Verbandsliga Hamburg (VI). De 2002 a 2008, o time militou na Oberliga Norte.

## Títulos
- Northern German campeão: 1909, 1914
- Oberliga Hamburg/Schleswig-Holstein (IV) campeão: 1996
- Verbandsliga Hamburg (II) campeão: 1948, 1950
- Landesliga Hamburg-Hansa (IV) campeão: 1972
- Landesliga Hamburg-Hammonia (V) campeão: 1983

## Cronologia recente
| Temporada | Divisão                                 | Posição |
| 1999–2000 | Verbandsliga Hamburg (VI)               | 2°      |
| 2000–01   | Verbandsliga Hamburg                    | 3°      |
| 2001–02   | Verbandsliga Hamburg                    | 2° ↑    |
| 2002–03   | Oberliga Hamburg/Schleswig-Holstein (V) | 8°      |
| 2003–04   | Oberliga Hamburg/Schleswig-Holstein     | 2° ↑    |
| 2004–05   | Oberliga Nord (IV)                      | 12°     |
| 2005–06   | Oberliga Nord                           | 7°      |
| 2006–07   | Oberliga Nord                           | 5°      |
| 2007–08   | Oberliga Nord                           | 2°      |
| 2008–09   | Regionalliga Nord (IV)                  | 16° ↓   |
| 2009–10   | Oberliga Hamburgo (V)                   | 3°      |
| 2010–11   | Oberliga Hamburgo (V)                   | 5°      |